# Тулгеш
Тулгеш (рум. Tulgheș) — село у повіті Харгіта в Румунії. Адміністративний центр комуни Тулгеш.
Село розташоване на відстані 282 км на північ від Бухареста, 66 км на північ від М'єркуря-Чука, 140 км на захід від Ясс, 146 км на північ від Брашова.

## Населення
За даними перепису населення 2002 року у селі проживали 3169 осіб.
Національний склад населення села:
| Національність | Кількість осіб | Відсоток |
| -------------- | -------------- | -------- |
| румуни         | 2180           | 68,8%    |
| угорці         | 963            | 30,4%    |
| цигани         | 23             | 0,7%     |

Рідною мовою назвали:
| Мова      | Кількість осіб | Відсоток |
| --------- | -------------- | -------- |
| румунська | 2193           | 69,2%    |
| угорська  | 966            | 30,5%    |
| циганська | 10             | 0,3%     |